# Treasure Island (ö i Fiji)
Treasure Island är en ö i Fiji. Den ligger i den västra delen av landet, 140 km väster om huvudstaden Suva.
Terrängen på Treasure Island är mycket platt. Öns högsta punkt är 9 meter över havet. 